# پاتریک شونفلد
پاتریک شونفلد (انگلیسی: Patrick Schönfeld؛ زادهٔ ۲۱ ژوئن ۱۹۸۹) بازیکن فوتبال اهل آلمان است.
از باشگاه‌هایی که در آن بازی کرده‌است می‌توان به باشگاه فوتبال ارتسگبیرگ آئو، باشگاه فوتبال آینتراخت برانشوایگ، باشگاه فوتبال آرمینیا بیله‌فلد، و باشگاه فوتبال نورنبرگ اشاره کرد.